# Acidiostigma brevigaster
Acidiostigma brevigaster är en tvåvingeart som beskrevs av Han och Wang 1997. Acidiostigma brevigaster ingår i släktet Acidiostigma och familjen borrflugor. Inga underarter finns listade i Catalogue of Life.